# Scleroconcha trituberculata
Scleroconcha trituberculata är en kräftdjursart som först beskrevs av Lucas 1931.  Scleroconcha trituberculata ingår i släktet Scleroconcha och familjen Philomedidae. Inga underarter finns listade i Catalogue of Life.